# Cevallos
Cevallos – miasto w Ekwadorze, w prowincji Tungurahua, siedziba kantonu Cevallos.